# Пушкино (Ленинградская область)
Пушкино — деревня в Осьминском сельском поселении Лужского района Ленинградской области.

## История
Впервые упоминается в писцовых книгах Шелонской пятины 1498 года, как деревня Оксентьево Надкоторское в Бельском погосте Новгородского уезда.
Деревня Аксентьева на озере Которском обозначена на карте Санкт-Петербургской губернии Ф. Ф. Шуберта 1834 года.

ОКСЕНТЬЕВО — деревня, принадлежит: титулярному советнику Александру Мартынову, число жителей по ревизии: 22 м. п., 26 ж. п.

капитану Егору Чирикову, число жителей по ревизии: 32 м. п., 35 ж. п (1838 год)

Деревня Аксентьева отмечена на карте профессора С. С. Куторги 1852 года.

АКСЕНТЬЕВО — деревня господина Чирикова, по просёлочной дороге, число дворов — 20, число душ — 65 м. п. (1856 год)

АКСЕНТЬЕВО — деревня владельческая при озере Долгове, число дворов — 20, число жителей: 63 м. п., 65 ж. п. (1862 год)

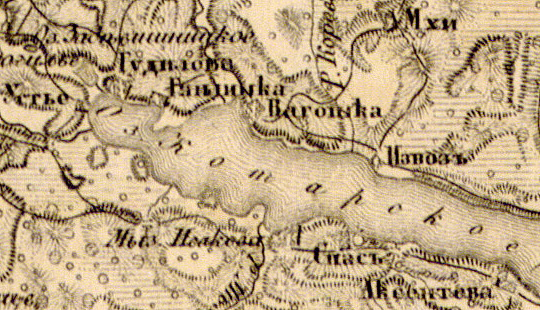
Деревня Пушкино на карте 1863 года

Согласно карте из «Исторического атласа Санкт-Петербургской Губернии» 1863 года деревня называлась Аксентова.
В конце XIX века в деревне была возведена деревянная часовня.
В XIX веке деревня административно относилась ко 2-му стану Лужского уезда Санкт-Петербургской губернии, в начале XX века — к Осьминской волости 2-го земского участка 1-го стана Гдовского уезда.
По данным «Памятной книжки Санкт-Петербургской губернии» за 1905 год деревня называлась Аксентьево и входила в Аксентьевское сельское общество.
В 1917 году деревня называлась Пушкино. С 1917 по 1919 год деревня входила в состав Осьминской волости Гдовского уезда.
С 1920 года, в составе Самровской волости.
С 1922 года, в составе Заянской волости.
С 1923 года, в составе Пушкинского сельсовета Осьминской волости Кингисеппского уезда.

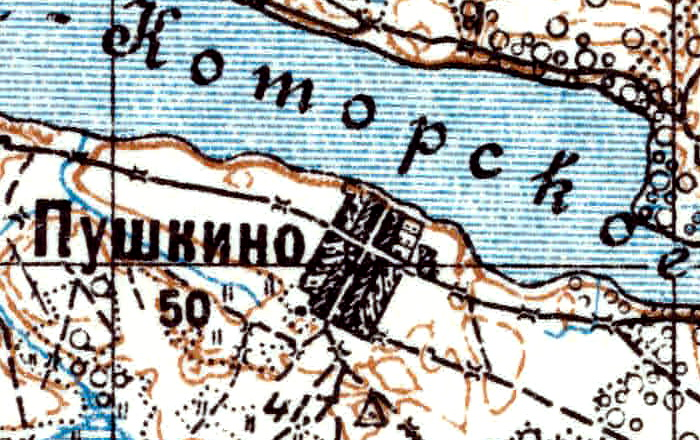
Деревня Пушкино карте 1926 года

Согласно топографической карте 1926 года деревня насчитывала 50 крестьянских дворов, в центре деревни располагалась часовня.
С 1927 года, в составе Осьминского района.
С 1928 года, в составе Будиловского сельсовета. В 1928 году население деревни Пушкино составляло 259 человек.
По данным 1933 года деревня Пушкино входила в состав Будиловского сельсовета Осьминского района.
C 1 августа 1941 года по 31 января 1944 года деревня находилась в оккупации.
С 1961 года, в составе Сланцевского района.
С 1963 года, в составе Лужского района.
В 1965 году население деревни Пушкино составляло 39 человек.
По данным 1966 года деревня Пушкино также входила в состав Будиловского сельсовета Лужского района.
По данным 1973 и 1990 годов деревня Пушкино входила в состав Рельского сельсовета.
По данным 1997 года в деревне Пушкино Рельской волости проживал 21 человек, в 2002 году — 17 человек (все русские).
В 2007 году в деревне Пушкино Осьминского СП проживали 5 человек.

## География
Деревня расположена в западной части района к востоку от автодороги 41К-020 (Сижно — Осьмино).
Расстояние до административного центра поселения — 33 км.
Расстояние до ближайшей железнодорожной станции Молосковицы — 81 км.
Деревня находится на южном берегу Спасс-Которского озера.

## Демография
| 1838 | 1862 | 1928 | 1965 | 1997 | 2007 | 2010 |
| ---- | ---- | ---- | ---- | ---- | ---- | ---- |
| 115  | ↗128 | ↗259 | ↘39  | ↘21  | ↘5   | ↗11  |
| 2017 |      |      |      |      |      |      |
| ↘3   |      |      |      |      |      |      |

## Улицы
Набережная, Центральная.